# Sindicat de Banquers de Barcelona
El Sindicat de Banquers de Barcelona, després SindiBank, és una entitat bancària domiciliada a Barcelona i creada amb un capital d'l milió de pessetes l'any 1910 amb el nom de Sindicat de l'Associació de Banquers de Barcelona.
Fou precedit per la constitució l'any 1883 al Casino Mercantil de Barcelona d'un sindicat professional amb àmbit geogràfic barceloní i català. El seu origen, però, es trobaria en la creació el 1908 de l'Associació de Banquers de Barcelona, formada pels bancs que no eren sota la denominació de societat anònima, com també de banquers de tipus corresponsal —empreses individuals i familiars de caràcter comarcal— que incloïa entitats de tot Catalunya. El seu objectiu era la defensa de llurs interessos comuns davant els altres bancs —amb més volum, equip humà i organització— o la mateixa Administració. El 1910 es converteix en entitat bancària, convertint-se el Sindicat de l'Associació de Banquers de Barcelona, entitat ja de caràcter mercantil. No obstant això, la seva idiosincràsia es perdé un any després, quan la banca no anònima passà a formar part de l'Associació.
El 1989 el banc va patir dificultats i el 1991 es van vendre part de les seves accions al banc italià "Monte Dei Paschi di Siena" (banc més vell del món), i va donar com a resultat un dels primers grups financers d'Europa. El 1991 posseïa uns recursos propis de 6.052 milions i de 64.197 d'aliens, duplicant els del 1988. Durant la Guerra Civil española (1936-1939) es posicionà al costat de la República. Fins al 1989 va ser una de les principals entitats bancàries de Catalunya. 10 anys després el banc va tornar a patir dificultats i va ser absorbit per Bancaixa (Caixa d'estalvis de València, Castelló i Alacant). El 1998 Bancaixa aprovà al su consell d'administració la compra de Sindibank.